# 七公增九
七公增九（牧夫座Nu2）是距離地球約430光年的光譜聯星。主星牧夫座ν2A，是一顆白色的A型主序矮星，視星等 +4.98等。它的伴星牧夫座ν2B與主星相距小於0.1 角秒。這對聯星的軌道週期僅有8.48年。